# (7979) Пожарский
(7979) Пожарский (лат. Pozharskij) — типичный астероид главного пояса, открыт 26 сентября 1978 года советским астрономом Людмилой Журавлёвой в Крымской астрофизической обсерватории и 9 марта 2001 года назван в честь князя Дмитрия Пожарского.

## Обнаружение и именование
(7979) Пожарский
Открыт 26 сентября 1978 года в Крымской астрофизической обсерватории Л. В. Журавлёвой.
Русский князь Дмитрий Михайлович Пожарский (1578—1642) был известным русским государственным деятелем и солдатом — лидером второго нижегородского народного ополчения, который в 1612 году разгромил регулярные польские войска гетмана Ходкевича под Москвой.
Оригинальный текст (англ.)7979 Pozharskij
Discovered 1978 Sept. 26 by L. V. Zhuravleva at the Crimean Astrophysical Observatory.
Russian prince Dmitrij Mikhailovich Pozharskij (1578—1642) was a noted Russian statesman and soldier. He was leader of the second people's volunteer corps of Nizhnij Novgorod, which defeated the regular Polish troops of Hetman Chodkiewicz near Moscow in 1612.
Источники: 20010309/MPCPages.arc; M.P.C. 42357.

## Орбита

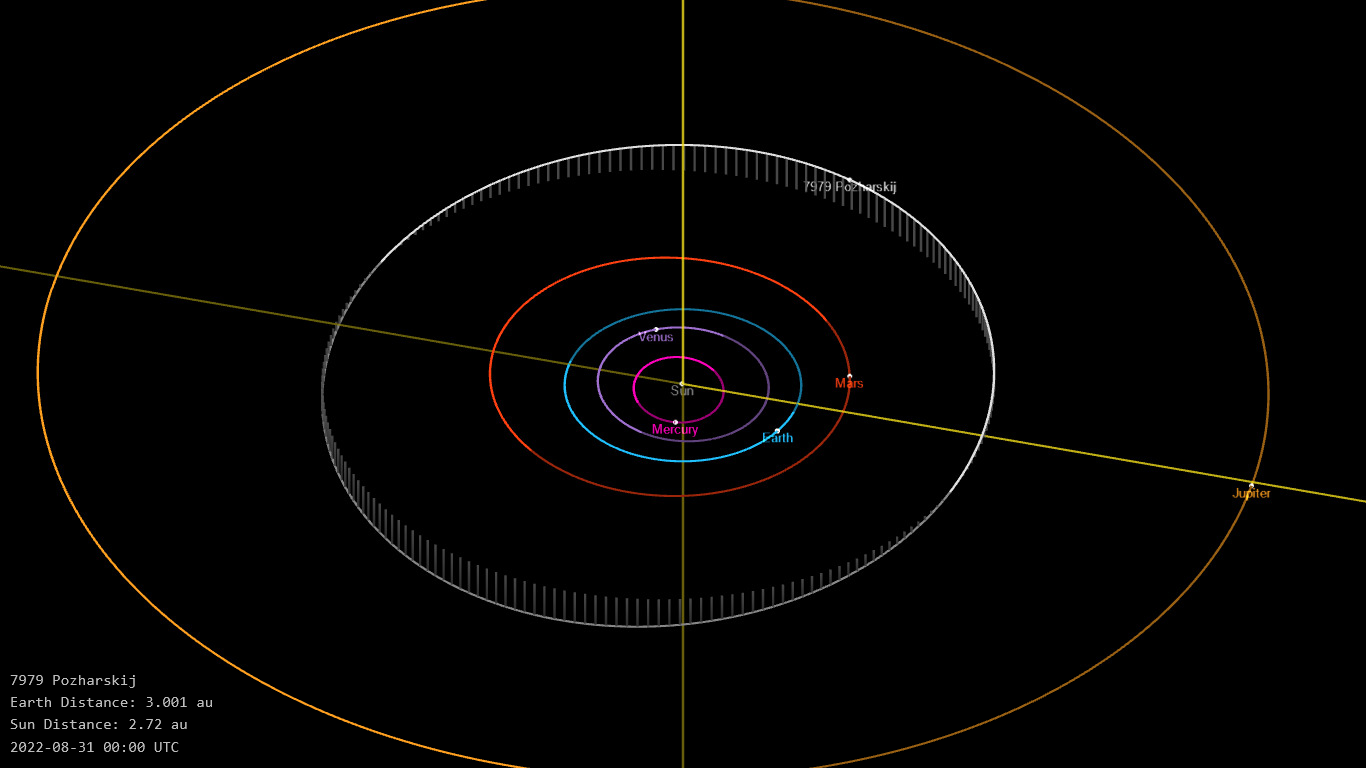
Орбита астероида Пожарский и его положение в Солнечной системе

## Физические характеристики
Астероид относится к таксономическому классу C.
По результатам наблюдений в инфракрасном диапазоне орбитальной обсерватории IRAS и наблюдений в видимом и ближнем инфракрасном диапазоне космического телескопа NEOWISE диаметр астероида сначала оценивался равным 15,03±1,2 км, позже — 11,541±0,149 км и 10,724±3,473 км. Согласно тем же источникам альбедо оценивается как 0,0493±0,009, 0,0528±0,0073, 0,0404±0,0304 и 0,053±0,007.